# Luc Montagnier

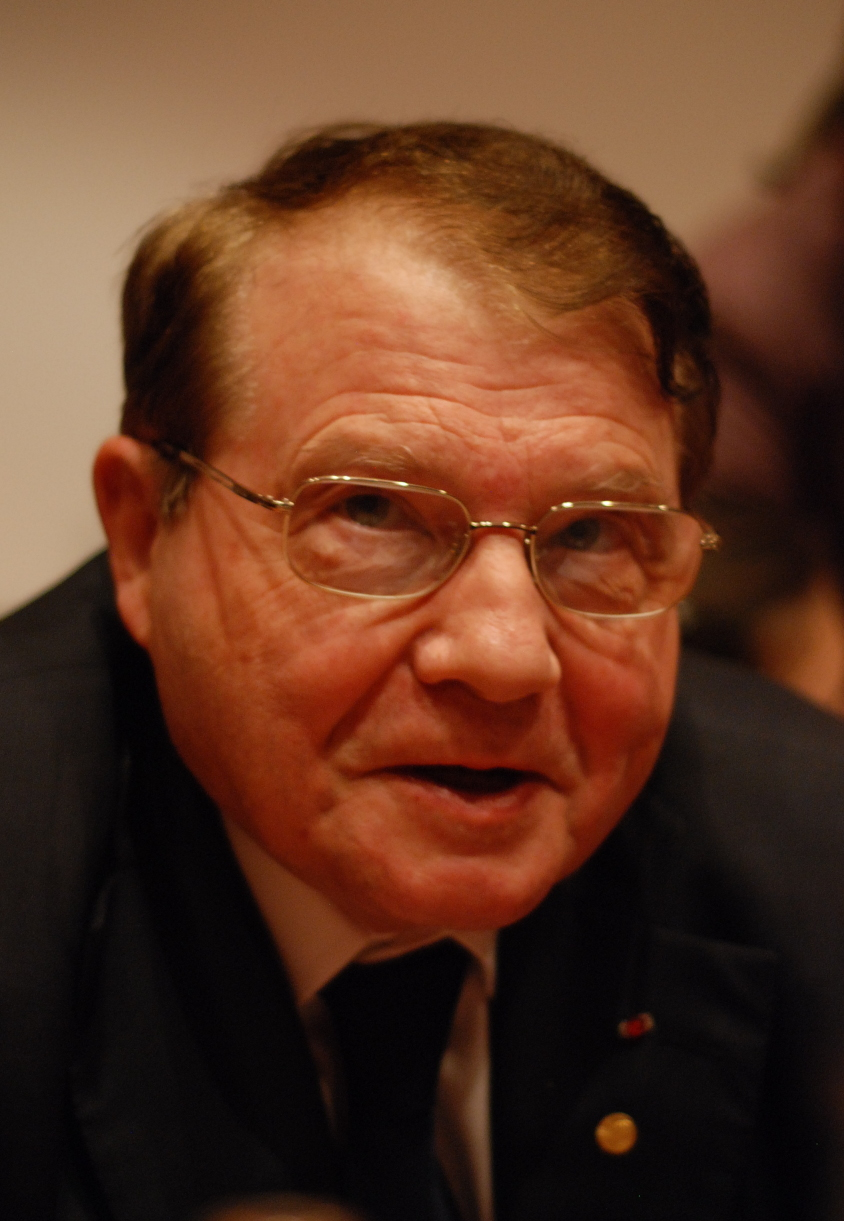
Luc Montagnier (2008)

Luc Antoine Montagnier (* 18. August 1932 in Chabris; † 8. Februar 2022 in Neuilly-sur-Seine) war ein französischer Virologe und Nobelpreisträger. Er gilt, gemeinsam mit Françoise Barré-Sinoussi, als Entdecker des AIDS-erregenden HI-Virus.

## Leben
Montagnier studierte Medizin in Poitiers und Paris.
Ab 1955 war er als Assistent an der Universität Paris tätig, wo er 1960 promoviert wurde. 1965 bis 1971 arbeitete er als Leiter des Radium-Instituts am nationalen wissenschaftlichen Forschungszentrum in Paris. 1972 wurde Luc Montagnier Leiter der virologischen Abteilung am Institut Pasteur in Paris, die er von 1985 an als Professor führte. Von 1991 bis 1997 war er im selben Institut Leiter der Abteilung für AIDS und Retroviren. 1997 wechselte er ans Queens College der Universität New York, wo er bis 2001 Direktor des Zentrums für molekulare und zelluläre Biologie war. Er war Ehrendoktor mehrerer Universitäten sowie ab 1988 Mitglied der Academia Europaea, ab 1990 der European Molecular Biology Organization und ab 1996 der Académie des sciences. 1992 wurde er zum Fellow der American Association for the Advancement of Science gewählt.
Montagnier war verheiratet und wurde Vater zweier Töchter und eines Sohnes. Er starb im Februar 2022 im Alter von 89 Jahren.

## Wirken

### Erstmalige HI-Virus-Isolation
Er war Chef der Arbeitsgruppe, die 1983 erstmals den heute als HI-Virus bekannten Erreger der Immunschwächekrankheit AIDS beschrieben hat.
Das Virus wurde zunächst als „lymphadenotropes Virus“ oder „Lymphadenopathie-assoziiertes Virus“ (LAV) bezeichnet. Es gab einen langwierigen Rechtsstreit um das Patent für den ersten HIV-Antikörper-Test, da Montagnier ein halbes Jahr vor Robert Gallo das Patent dafür beantragte, aber Robert Gallo es eher vom US-Patentamt bewilligt bekam. Dieser Streit wurde letztendlich auf höchster Ebene durch US-Präsident Ronald Reagan und den französischen Premierminister Jacques Chirac geklärt und endete 1987 mit einem Vergleich. Jahre später gab Robert Gallo zu, dass Montagnier der Erste gewesen sei, der das HI-Virus entdeckte.
2003 war Montagnier als Gutachter im HIV-Prozess in Libyen tätig.

### Umstrittene Positionen
In einem Interview für den Film House of Numbers (2009) behauptete Montagnier, dass eine gesunde Ernährung, Antioxidantien und Hygiene im Kampf gegen AIDS wichtiger seien als einschlägige Arzneimittel. Ein gesundes Immunsystem, gestärkt durch eine gesunde Ernährung bzw. Lebensweise, soll seiner These nach in der Lage sein, das HI-Virus ohne Medikamente restlos zu beseitigen. Diese Aussage widerspricht der bisherigen Ansicht, dass AIDS mit den heute zur Verfügung stehenden Mitteln nicht geheilt werden kann.
Im Juli 2010 stellte Montagnier auf einer Konferenz eine neue Methode zum Nachweis von Virusinfektionen vor. Er behauptete, Lösungen, die die DNA krankheitsauslösender Bakterien und Viren wie HIV enthielten, seien in der Lage, niederfrequente Radiowellen auszusenden, die die umgebenden Wassermoleküle veranlassten, sich in Nanostrukturen zu ordnen. Diese Wassermoleküle könnten auch ihrerseits wiederum Radiowellen aussenden. Wasser behalte diese Eigenschaften auch dann, wenn keine Virus- oder Bakterien-DNA mehr nachweisbar sei. Ärzte könnten die Radiowellen verwenden, um Krankheiten zu erkennen. Montagniers Behauptungen sind wegen ihrer mangelnden Evidenz und Nähe zur Wassergedächtnislehre sowie der zeitgenössischen Homöopathie stark umstritten.
Er vertrat die Auffassung, dass durch langfristige Antibiotikagabe Autismus geheilt werden könne.
Montagnier war der Meinung, die COVID-19-Pandemie sei in einem Labor von Menschen verursacht worden, worauf das unnatürliche Vorhandensein von HIV-Elementen und Malariakeimen im Genom des neuen Coronavirus SARS-CoV-2 hindeute. In dem seit den 2000er Jahren auf Coronaviren spezialisierten Wuhan National Biosafety Laboratory habe sich ein „industrieller“ Unfall ereignet. Einem Faktencheck des Recherchezentrums Correctiv von 2020 zufolge widersprechen zahlreiche Veröffentlichungen seiner These, und andere namhafte Wissenschaftler kritisierten seine Suchmethodik. Insbesondere seien die von Montagnier inkriminierten Gensequenzen so kurz, dass die Wahrscheinlichkeit, sie auch in anderen Organismen aufzufinden, hoch sei.
Der ehemalige Präsident der französischen Akademie der Wissenschaften, Bernard Meunier, kommentierte die Thesen, die Montagnier gegen Ende seiner Karriere vertrat, mit den Worten: „Er erreichte ein Stadium, in dem kein Forscher mehr seine spätere Entwicklung kommentieren oder erklären konnte.“ In ihrem Nachruf schrieb die Nature-Reporterin Heidi Ledford, Montagnier habe „seine späteren Lebensjahre dazu benutzt, [seine] hart erarbeitete Reputation durch parawissenschaftliche Theorien [fringe theories] und Impfgegnerschaft zu demontieren“.

## Ehrungen und Auszeichnungen
- 1986: Albert Lasker Award for Clinical Medical Research
- 1986: Körber-Preis für die Europäische Wissenschaft
- 1987: Gairdner Foundation International Award
- 1988: Japan-Preis gemeinsam mit Robert Gallo für die Entdeckung des HI-Virus
- 1990: Karl Landsteiner Memorial Award
- 1993: König-Faisal-Preis für Medizin
- 1994: A.H.-Heineken-Preis für Medizin
- 1997: Warren Alpert Foundation Prize
- 2000: Prinz-von-Asturien-Preis für wissenschaftliche und technische Forschung
- 2008: Nobelpreis für Physiologie oder Medizin zusammen mit Françoise Barré-Sinoussi für die Entdeckung des HI-Virus